# Jieyuan, Shanxi
Jieyuan (kinesiska: 解原, 解原乡) är en socken i Kina. Den ligger i provinsen Shanxi, i den norra delen av landet, omkring 64 kilometer norr om provinshuvudstaden Taiyuan. Antalet invånare är 28 523. Befolkningen består av 14 178 kvinnor och 14 345 män. Barn under 15 år utgör 17,0 %, vuxna 15-64 år 72 %, och äldre över 65 år 9,0 %.
Genomsnittlig årsnederbörd är 637 millimeter. Den regnigaste månaden är juli, med i genomsnitt 203 mm nederbörd, och den torraste är januari, med 3 mm nederbörd.